# Gymnothorax pindae
Gymnothorax pindae is een straalvinnige vissensoort uit de familie van murenen (Muraenidae). De wetenschappelijke naam van de soort is voor het eerst geldig gepubliceerd in 1962 door Smith.